# Єврейська кухня
Єврейська кухня утворилася під впливом релігійних законів щодо їжі («кашрут») та кухонь багатьох народів, серед яких жили євреї, зокрема німецької, української, арабської, балканської та іспанської.

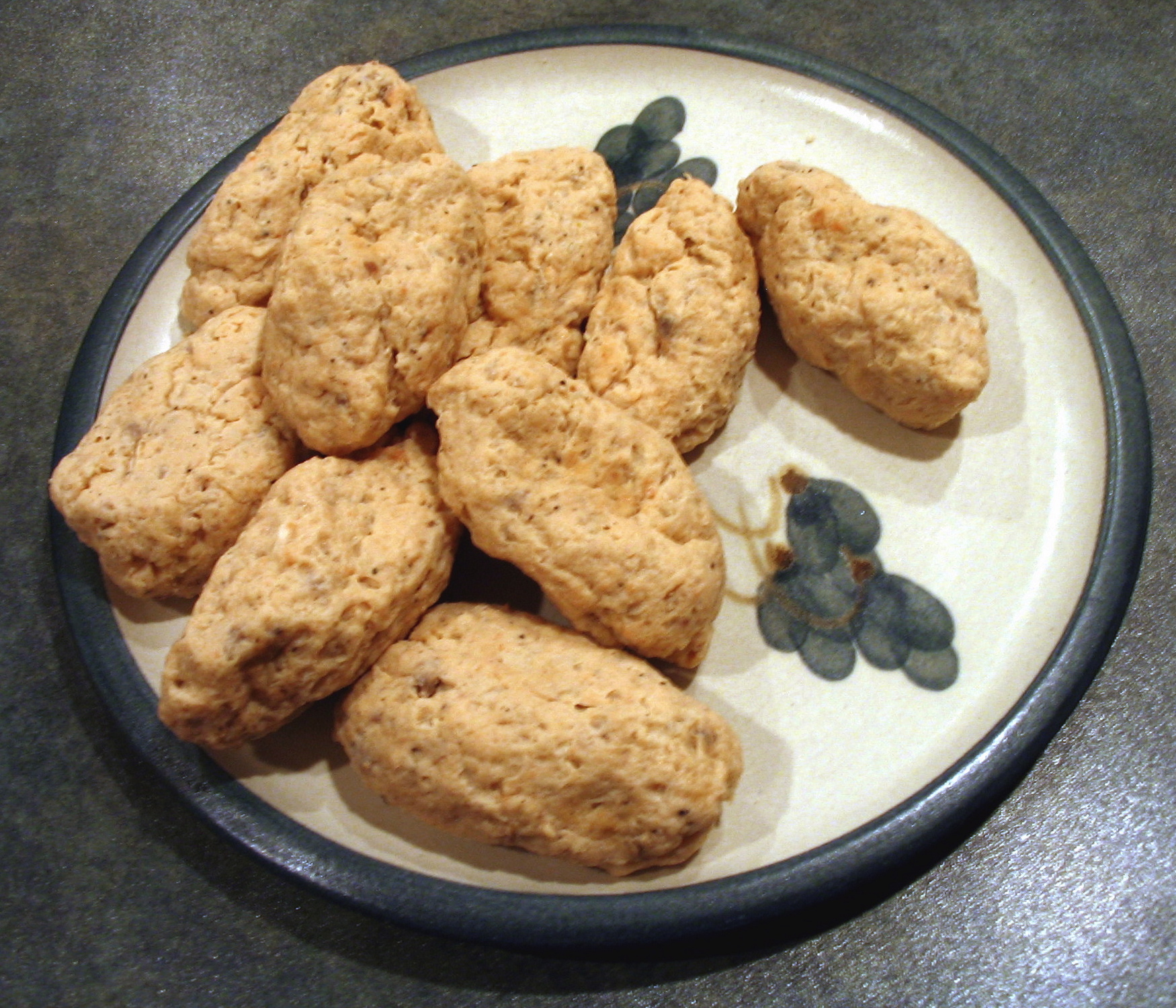
Фарширована риба

Традиційна єврейська кухня вирушає корінням углиб століть. У їжу уживається яловичина, баранина, кури, гусаки. Для приготування м'ясних страв використовується тільки яловичий або гусячий жир. Другі м'ясні страви готують як з натурального, так і з рубаного м'яса.

## Кашрут
Кашрут — закони чистоти в харчуванні, правила визначення придатних для вживання продуктів, їх сумісності та певних особливостей їх кулінарної обробки.
Заборонено вживати в їжу (треф):
- кров (кров — символ життя). Потрібно знекровити м'ясо перед вживанням у їжу;
- відірвану чи відрізану частину від живого;
- молоко і м'ясо разом («не варити ягняти в молоці матері його»). Це — поділ, пов'язаний з життям і смертю, а молоко — джерело життя. Юдаїзм проголошує святість життя (усупереч культу смерті в давньому Єгипті);
- поранену, мертву тварину («Не їжте ніякого падла…») ;
- тварину, вбиту тупим знаряддям;
- гризунів, комах, плазунів, земноводних, морепродукти;
- ікру, яйця, молоко некошерних риб, птахів і тварин;
- Свинину

Можна вживати в їжу (кошер):
- тварини мають бути одночасно парнокопитними та жуйними;
- рибу з лускою і плавцями;
- птахи (крім хижих і падальників);
- ікру, яйця, молоко кошерних риб, птахів та тварин;
- бджолиний мед.

## Типові страви

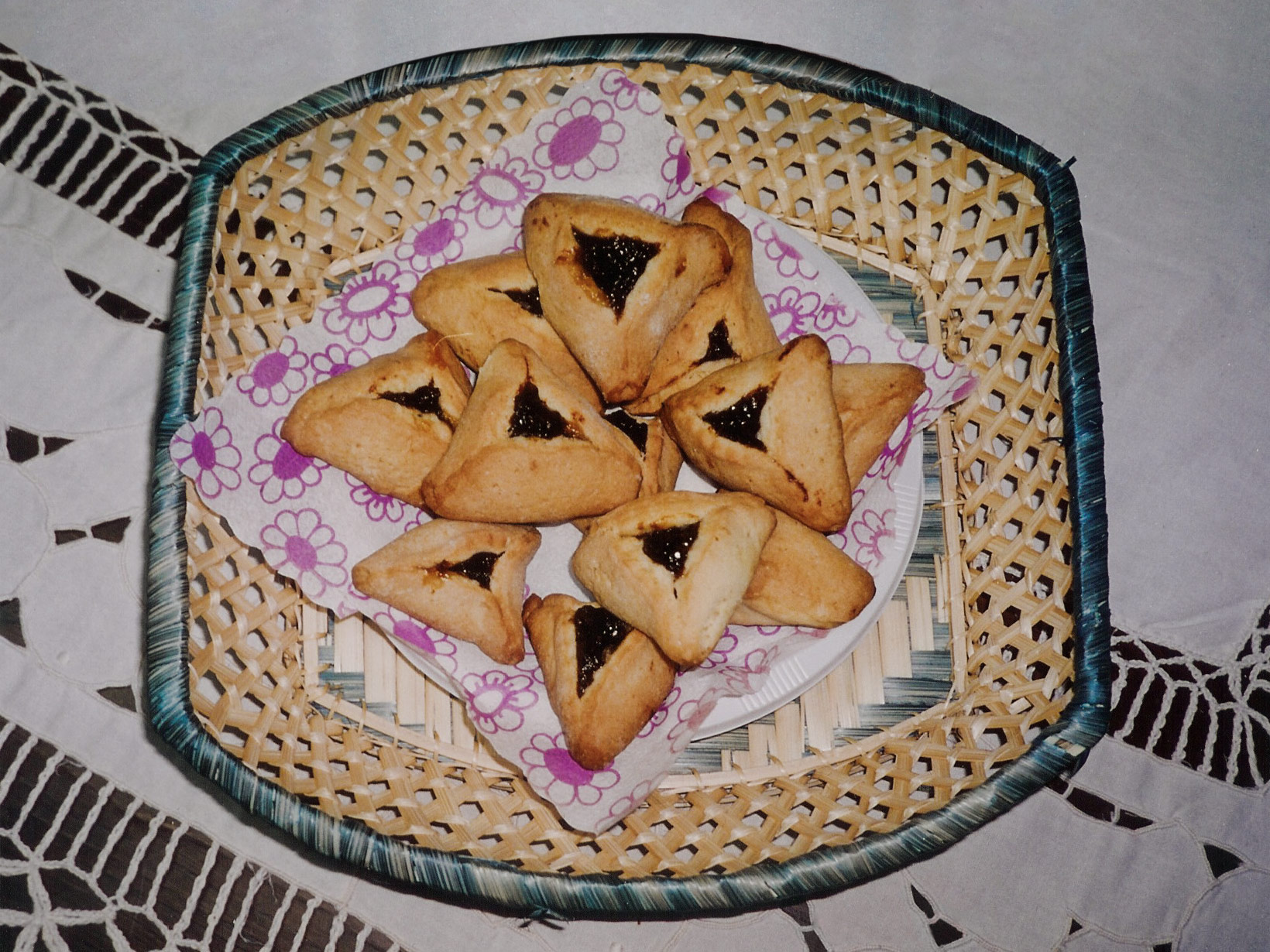
«Вушка Амана»

- Фарширована риба
- Помідори, фаршировані грибами
- Артишоки фаршировані
- Цимес — зажарка з моркви та чорносливу
- «вушка Амана» — традиційна випічка, що готується на свято Пурим
- Хумус
- Фалафель
- Тхіна
- Шаурма
- Шакшука
- Бамба, Бисли
- Бейгл
- Кошер — єврейський борщ